# Manntra
Manntra est un groupe croate de rock, originaire d'Umag.

## Histoire
Après la séparation du groupe de metal industriel Omega Lithium, Marko Matijević Sekul et Zoltan Lečei forment Manntra en 2011. Avec Andrea Kert et Marko Purišić, un batteur et un guitariste rejoignent le chanteur Matijević Sekul et le bassiste Lečei. Après plusieurs changements de line-up, le groupe se compose désormais du chanteur Matijević Sekul, du batteur Kert, des deux guitaristes Purišić et Boris Kolarić, qui joue également de la cornemuse et de la mandoline au sein du groupe, ainsi que de Maja Kolarić à la basse.
En novembre 2012, Horizont, le premier album du groupe, est enregistré en Croatie et en Slovénie par le chanteur Matijević Sekul en autoproduction. Trois ans plus tard, les musiciens produisent et publié leur deuxième album, Venera. En 2017, le groupe sort son troisième album, Meridian. Le groupe peut s'adjoindre un musicien invité de renom en la personne de Micha Rhein d'In Extremo, après que celui-ci ait attiré l'attention du groupe. Manntra joue également au festival In Extremo à l'occasion de son 20e anniversaire et en première partie de leur tournée Quid Pro Quo.
Manntra a déjà joué dans plusieurs grands festivals de musique, dont les MetalDays, le Wacken Open Air et le Rockharz Open Air. Le 16 février 2019, le groupe participe avec sa chanson In the Shadows à Dora, la présélection croate pour le Concours Eurovision de la chanson 2019 à Tel Aviv. La même année, le premier album en anglais du groupe, Oyka !, sort sur le label allemand NoCut Entertainment.
En avril 2021, l'album Monster Mind Consuming, également en anglais, sort. Peu de temps après, les frères et sœurs Maja et Boris Kolarić annoncent quitter le groupe afin de pouvoir poursuivre leurs propres projets. En revanche, le bassiste et membre fondateur Zoltan Lečei les rejoints. En novembre 2021, Manntra sort son EP Nightcall avec une reprise metal de la chanson de Bond No time to Die,. En janvier 2022, le guitariste Marko « Pure » Purišić quitte le groupe.
Depuis 2022, le nouveau guitariste Dorian « Dodo » Pavlović joue pour Manntra. Le 31 mars 2022, Manntra sort Nightmare, son premier single extrait de l'album studio Kreatura, sorti en août 2022.

## Style musical
Le style musical de Manntra est décrit comme un mélange de folk rock et de folk metal avec des paroles de chansons croates. Le chanteur Marko Matijević Sekul explique sa décision de jouer ce genre de musique par l'amour des musiciens pour la musique folklorique médiévale en Croatie. Il cite également les motifs du folk, ainsi que le côté romantique et guerrier de la musique folk, qui, selon lui, fonctionnent parfaitement avec les guitares rock.
Sekul cite la musique populaire croate médiévale ainsi que ses instruments comme étant ses principales sources d'inspiration musicale. Les groupes modernes qui ont exercé une influence sont notamment Laibach, Rammstein, Marilyn Manson, In Extremo, Nine Inch Nails et Pendulum.

## Discographie
- 2012 : Horizont (album)
- 2015 : Venera (album)
- 2017 : Meridian (album)
- 2019 : Oyka! (album)
- 2021 : Monster Mind Consuming (album)
- 2021 : Nightcall (EP)
- 2022 : Kreatura (album)
- 2022 : Endlich! (Live in Hamburg) (album)
- 2023 : War of the Heathens (43e place des charts allemands)[10]
- 2025 - Titans

### Apparitions d'invités et albums hommage
- 2023 - Links 2 3 4 (sur A Tribute to Rammstein) par Various artists
- 2024 - Wonders (feat. Manntra) (sur Post Mortem Deluxe Version) par Subway to Sally